# Droga krajowa SS25 (Włochy)
Droga krajowa SS25 (wł. Strada Statale 25 del Moncenisio) – droga krajowa w północno-zachodniej części Włoch. Arteria zaliczana jest do dróg krajowych drugiej kategorii. SS25 ma swój początek w stolicy Piemontu - Turynie i biegnie przez Rivoli, Dolinę Susy równolegle do autostrady A32. Następnie w Susie odbija w kierunku północnym i prowadzi malowniczymi serpentynami do granicy włosko-francuskiej przebiegającej przez Masyw Mont Cenis. Wraz z drogą SS24 może stanowić bezpłatną alternatywę dla autostrady A32. Przed otwarciem tunelu „Frejus” droga przez masyw była jedną z głównych dróg łączących Francję z Włochami.